# Búp bê Matryoshka
Búp bê Matryoska (tiếng Nga: матрёшка) hay Búp bê Nga hay Búp bê babushka (Búp bê lồng nhau, Búp bê làm tổ, búp bê xếp chồng, búp bê trà Nga) là một loại búp bê đặc trưng của Nga. Thật ra đó là một bộ gồm những búp bê rỗng ruột có kích thước từ lớn đến nhỏ. Con búp bê nhỏ nhất sẽ được chứa đựng trong lòng con búp bê lớn hơn nó một chút, đến lượt mình con búp bê lớn được chứa trong một con búp bê khác lớn hơn, và cứ thế cho đến con lớn nhất sẽ chứa tất cả những con búp bê còn lại trong bộ. Tất cả những con búp bê này đều không có chân.
Từ "matryoshka" (матрёшка) là một cách gọi thân mật của "Matryona" (Матрёна), một tên riêng trong tiếng Nga dành cho phái nữ. Còn từ "babushka" (бабушка) trong tiếng Nga mang nghĩa là "bà cụ".
Loại búp bê Nga truyền thống có con nhỏ nhất trong cùng thường vẽ hình cô bé con, sau đó các búp bê lớn hơn bao ngoài vẽ hình cô bé trưởng thành theo thời gian. Hình Matryoska truyền thống là hình một cô gái Nga mang khăn trùm đầu. Bộ búp bê Matryoska thường có ít nhất là năm con, và số con thường là số lẻ 7, 9, 11. Chiều cao búp bê Matryoshka thay đổi từ vài xen-ti-mét cho đến cả mét. Búp bê thường được làm bằng loại gỗ thơm và chống ẩm tốt. Đôi khi búp bê Matryoshka được nói là giống với búp bê Kokeshi của Nhật Bản.

## Lịch sử

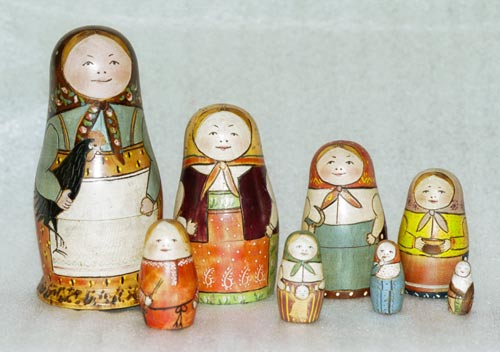
Bộ búp bê Matryoska đầu tiên do V. P. Zvyozdochkin và S. V. Malyutin chế tác

Bộ búp bê Matryoska đầu tiên do nghệ nhân và cũng là nhà sản xuất búp bê Vasily Petrovich Zvyozdochkin chế tác từ bản thiết kế của Sergey Vasilyevich Malyutin, một họa sĩ Abramtsevo sống tại điền trang của Savva Ivanovich Mamontov, một nhà công nghiệp và cũng là người bảo trợ cho nghệ thuật nổi tiếng tại Nga. Bản thân bộ búp bê do chính Malyutin trang trí. Ý tưởng của Malyutin dựa trên bộ búp bê gỗ của Nhật về Thất phúc thần (Shichi-fuku-jin), bảy vị thần may mắn trong thần thoại Nhật Bản. Bộ búp bê đầu tiên của V. P. Zvyozdochkin và S. I. Maliutin gồm 8 búp bê: búp bê ngoài cùng hình một cô gái đang cầm một con gà trống vườn; búp bê lớn thứ tư hình một bé trai, búp bê nhỏ nhất hình một em bé sơ sinh, số còn lại được thể hiện như các bé gái.
Năm 1900, vợ của S. I. Mamontov đem các búp bê của Malyutin và Zvyozdochkin triển lãm tại Triển lãm thế giới ở Paris. Bộ búp bê này được nhận huy chương đồng của lễ hội. Không lâu sau đó, tại nước Nga đã hình thành những cơ sở sản xuất búp bê Matryoska đầu tiên.

## Mô tả

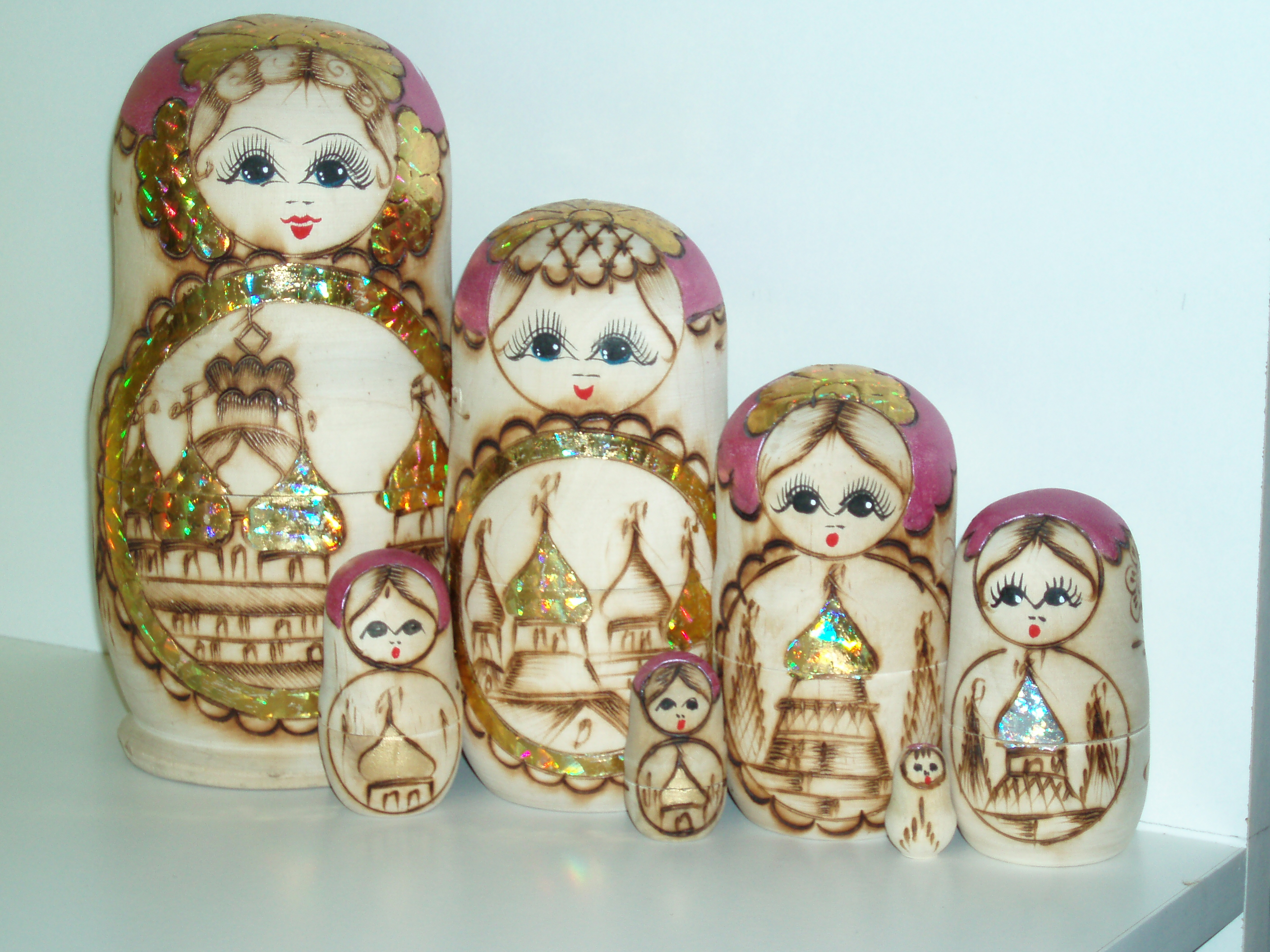
Búp bê Matryoska trang trí theo phong cách của Nhà thờ

Một bộ búp bê Matryoska bao gồm những búp bê rỗng ruột làm bằng gỗ, trong đó búp bê nhỏ nhất sẽ được chứa đựng trong lòng búp bê lớn hơn nó một chút, đến lượt mình con búp bê lớn được chứa trong một con búp bê khác lớn hơn nữa, và cứ thế cho đến búp bê lớn nhất sẽ chứa tất cả những búp bê còn lại trong bộ. Theo truyền thống số lượng búp bê trong bộ thường ít nhất là 5, và có những bộ búp bê đặc biệt do các nghệ nhân cực kỳ khéo tay tạo ra với số lượng búp bê lên đến vài chục. Số lượng búp bê trong mỗi bộ thường là số lẻ, dù có một số trường hợp ngoại lệ như bộ búp bê Matryoska nguyên mẫu do Zvyozdochkin chế tác có 8 búp bê. Hình dạng búp bê thường giống như một chiếc bình với phần đầu búp bê hơi tròn và phần thân thuôn bầu; rất ít có chi tiết lồi ra ngoài - ví dụ như búp bê không có tay và thường các nghệ nhân cũng thường không vẽ hình cánh tay lên bề mặt búp bê. Thông thường, búp bê lớn nhất được thể hiện như một cô gái mặc bộ trang phục truyền thống của Nga (sarafan). Các búp bê nhỏ hơn phía trong có thể là nam hay nữ, và búp bê nhỏ nhất thường được thể hiên như một em bé và không rỗng ruột như các búp bê lớn hơn. Việc trang trí cho các búp bê được các nghệ nhân hết sức coi trọng và nó được xem như là một nghệ thuật, thể hiện trình độ của các nghệ nhân làm búp bê.

"Diện mạo" của các búp bê Matryoska trong cùng một bộ thường cùng thuộc một chủ đề nào đó, thí dụ bộ búp bê thôn nữ trong bộ trang phục truyền thống, hay bộ búp bê các nhân vật trong truyện cổ dân gian. Thậm chí sau thời kỳ cải tổ Perestroika có cả những bộ búp bê về các nhân vật lãnh đạo của nhà nước Liên bang Xô Viết và nhà nước Liên bang Nga ngày nay, theo thứ tự nhỏ dần từ hiện tại tới quá khứ. Búp bê lớn nhất là Mikhail Sergeyevich Gorbachyov, tiếp đó là Leonid Ilyich Brezhnev (Yuri Andropov và Konstantin Chernenko gần như không xuất hiện do thời gian tại chức quá ngắn), Nikita Sergeyevich Khrushchyov, Iosif Vissarionovich Stalin và nhỏ nhất là Vladimir Ilyich Lenin. Các bộ mới hơn bắt đầu từ các lãnh đạo Liên bang Nga như Dmitry Anatolyevich Medvedev, Vladimir Vladimirovich Putin, Boris Nikolayevich Yeltsin sau đó là các lãnh đạo Liên Xô. Về sau số chủ đề của búp bê Matryoska càng trở nên đa dạng hơn: động vật, tranh chân dung, tranh biếm các chính trị gia, họa sĩ, người máy, ngôi sao điện ảnh,... Đặc biệt chân dung các lãnh đạo Liên Xô rất phổ biến trong nửa đầu thập niên 1990.

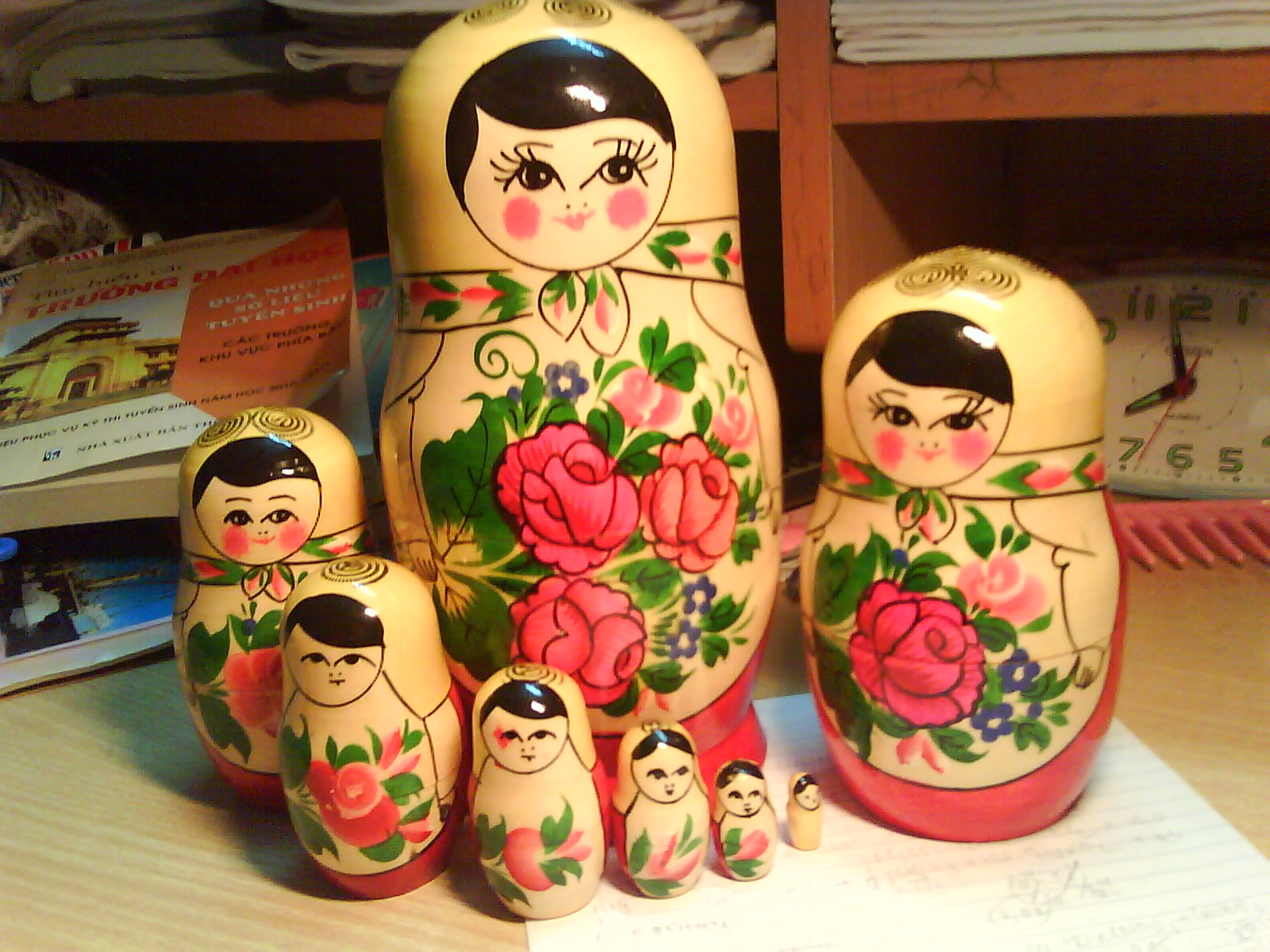
Một đàn búp bê Matryoska sau khi đã được tháo rời.

Hiện nay, nhiều nghệ sĩ Nga là các chuyên gia trang trí búp bê Matryoska. Các nơi có truyền thống sản xuất búp bê là Sergiyev Posad, Semionovo (thành phố Semyonov ngày nay), Polkholvsky Maidan và Kirov. Năm 2001, công ty Hoa Kỳ mua bản quyền sản xuất búp bê Matryoska từ NBA, NHL, MLB, Elvis và trở thành công ty đầu tiên trên thế giới nắm bản quyền sản xuất loại búp bê này.

## Thuật ngữ
Cái tên "Matryoshka" đôi khi được dùng như một cách nói ẩn dụ, ví dụ như "nguyên tắc búp bê Matryoska" miêu tả cách thiết kế và tổ chức trong đó chủ thể này nằm trong chủ thể kia. Một số ví dụ khác như Não Matrioshka và Mkv.

## Văn hóa

### Diễn xuất
- Phim hoạt hình nhiều tập Higglytown Heroes (2004 - 2008) (Mỹ)
- Phim truyền hình Russian Dolls: Sex Trade (2005) (Bỉ)
- Phim truyền hình Russian Doll (2019) (Mỹ)
- Kịch nói Matryoshka (2015) (Iran)

### Âm nhạc
- Bài hát Matryoshka được trình bày bời nhóm nhạc rock Nhật Bản Nico Touches The Walls trong album Passenger (2011)
- Album Matryoshka của nhóm nhạc rock Belarus Lyapis Trubetskoy (2014)

### Trò chơi điện tử
- JumpStart Kindergarten (1994) (trong phần "Dolls" của game)
- Call of Duty: Black Ops (2010)

## Khác
- Định định dạng video tên Matroska
- Thí nghiệm Matroshka trên Trạm Vũ Trụ Quốc Tế
- Não Matrioshka
- Kim cương Matryoshka  (là kim cương có tính năng "kim cương lồng kim cương")